# 159776 Eduardoröhl
159776 Eduardoröhl è un asteroide della fascia principale. Scoperto nel 2003, presenta un'orbita caratterizzata da un semiasse maggiore pari a 2,5749448 UA e da un'eccentricità di 0,2098425, inclinata di 14,03035° rispetto all'eclittica.
L'asteroide è dedicato a Eduardo Röhl, scienziato venezuelano umanista e imprenditore; noto anche per le sue ricerche in climatologia, meteorologia, ornitologia, astronomia, storia e geografia.